# L'Isle-d'Espagnac
L'Isle-d'Espagnac är en kommun i departementet Charente i regionen Nouvelle-Aquitaine i västra Frankrike. Kommunen ligger  i kantonen Ruelle-sur-Touvre som ligger i arrondissementet Angoulême. År 2022 hade L'Isle-d'Espagnac 5 691 invånare.

## Befolkningsutveckling
Antalet invånare i kommunen L'Isle-d'Espagnac
Referens:INSEE